# Fade to Grey
Fade to Grey – utwór muzyczny brytyjskiego zespołu Visage, wydany w 1980 roku.
Utwór napisali ówcześni członkowie Visage Billy Currie i Midge Ure, a także Chris Payne. Główny wokal objął Steve Strange, a mówione słowa w języku francuskim nagrała Brigitte Arens. Piosenka została wydana jako drugi singel zespołu, promując ich debiutancki album pt. Visage. Utwór osiągnął duży międzynarodowy sukces na przełomie lat 1980 i 1981, plasując się w pierwszej dziesiątce list sprzedaży w co najmniej dziesięciu krajach i zdobywając srebrny certyfikat w Wielkiej Brytanii, a złoty w Niemczech i Francji. Teledysk do piosenki wyreżyserował duet Godley & Creme. W 1993 roku nowy remiks piosenki wszedł do Top 40 brytyjskiej listy przebojów.

## Lista ścieżek
- Singel 7"

A. „Fade to Grey” – 3:50
B. „The Steps” – 3:13
- Singel 12"

A. „Fade to Grey” – 6:17
B. „The Steps” – 3:13

## Notowania
| Kraj                               | Pozycja | Certyfikat    |
| ---------------------------------- | ------- | ------------- |
| Australia                          | 6       |               |
| Austria (Ö3 Austria Top 40)        | 3       |               |
| Belgia (Ultratop Flandria)         | 4       |               |
| Francja                            | 3       | złota płyta   |
| Hiszpania (Promusica)              | 25      |               |
| Holandia (MegaCharts)              | 24      |               |
| Irlandia                           | 7       |               |
| Niemcy (Media Control)             | 1       | złota płyta   |
| Nowa Zelandia (RIANZ)              | 10      |               |
| Szwajcaria                         | 1       |               |
| Szwecja (Sverigetopplistan)        | 12      |               |
| Wielka Brytania (UK Singles Chart) | 8       | srebrna płyta |

## Covery
- DJ Mark’Oh wydał w 1996 roku cover „Fade to Grey” jako singel promujący jego album Magic Power. Nagranie osiągnęło spory sukces na europejskich listach przebojów[17].
- Chór Gregorian nagrał swoją wersję piosenki na album Masters of Chant z 1999 roku.
- Zespół Nouvelle Vague wydał cover utworu na swojej płycie Bande à part z 2006 roku.